# 季梁
季梁，生卒年不详。姬姓季氏，春秋早期随国的政治家和思想家，对随国自立为汉水以东诸国较强大者贡献良多，从而能够不被强大的楚国压服。
內政上他提出：“忠於民而信於神也……夫民，神之主也。是以聖王先成民，而後致力於神”。外交上，主張“修政而亲兄弟之国”。
速杞之戰中季梁反對速戰，主張“弗許而後戰，所以怒我而怠寇也”，避实击虚：“楚人上左，君必左，無與王遇。且攻其右，右無良焉，必敗。偏敗，眾乃攜矣”。
季梁死后，葬于随州市东郊义地岗，建有季梁墓、季梁祠。後人李白評價說：“神农之后，季梁为大贤”。